# Elachertus idomene
Elachertus idomene är en stekelart som beskrevs av Walker 1846. Elachertus idomene ingår i släktet Elachertus och familjen finglanssteklar. Inga underarter finns listade i Catalogue of Life.